# Oda Nobutaka
Oda Nobutaka (織田信孝) (1558- 1583) was een samoerai en lid van de Oda-clan. Hij was geadopteerd als hoofd van de Kanbe-clan die over het middelste deel van de provincie Ise heerste en was ook bekend onder de naam Kanbe Nobutaka (神戸信孝).

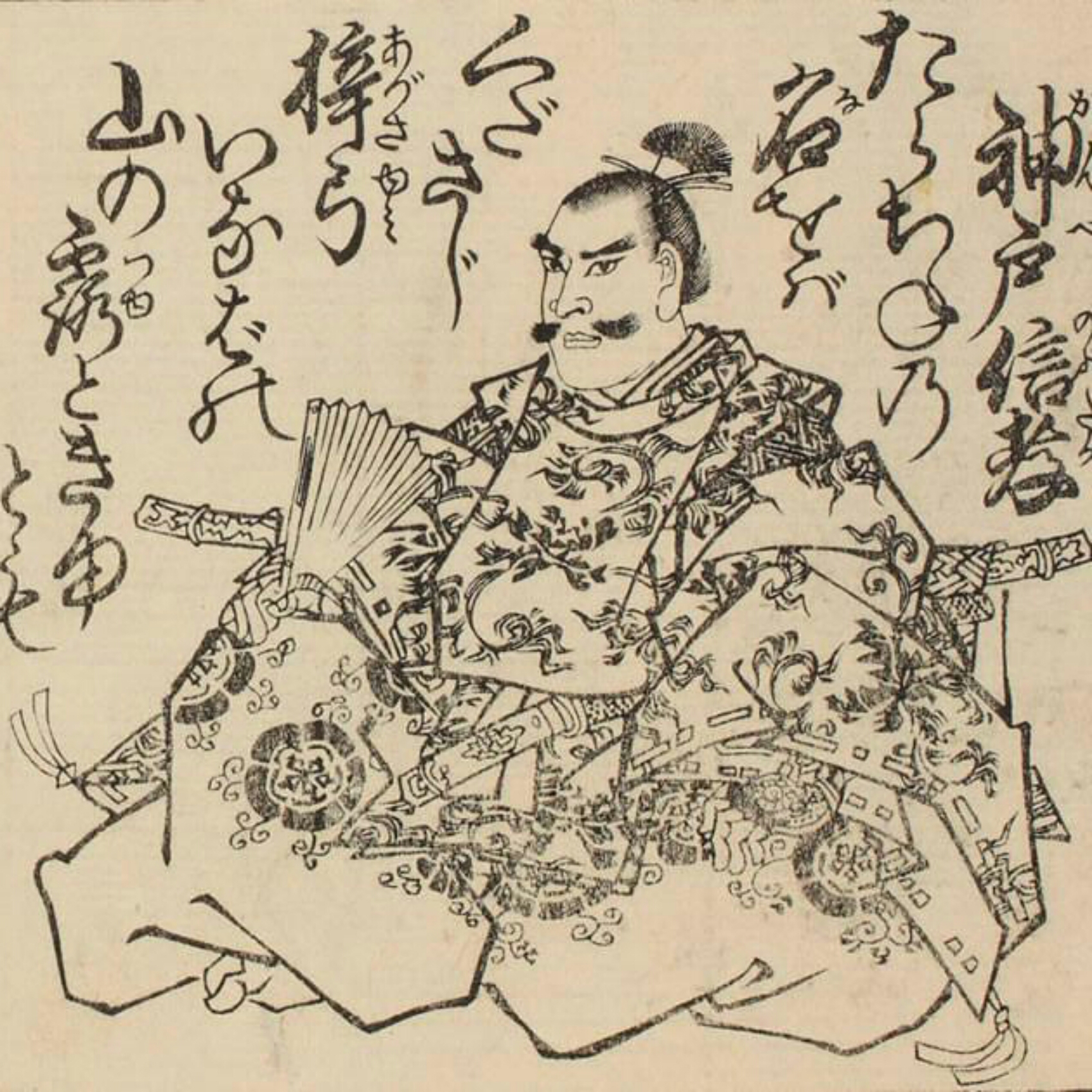
Oda Nobutaka

Nobutaka werd geboren als de derde zoon van Oda Nobunaga en werd San Shichi (三七) genoemd, mogelijk omdat hij op 7 maart geboren zou zijn volgens de oude Japanse kalender. Zijn moeder was Sakashi (坂氏), een concubine. Een theorie stelt dat Nobutaka eigenlijk twintig dagen eerder was geboren dan Oda Nobukatsu maar dat zijn geboorte later dan Nobukatsus aan Nobunaga werd gemeld. Hij werd aldus de derde zoon. Volgens deze theorie speelde de lage status van zijn moeder hierin een rol.
In 1568, nadat Nobunaga controle had gekregen over de provincie Ise, werd Nobutaka door de zegevierende Nobunaga, geïnstalleerd om het leiderschap van de Kanbe-clan over te nemen. Zijn oudere broer, Nobukatsu werd het jaar daarop in de  Kitabatake-clan geadopteerd, een familie die een nog groter gebied in het zuiden van de provincie Ise beheerde. 
In 1582, werd Nobutaka opgedragen een leger aan te voeren tegen Shikoku. Onder zijn vazallen bevonden zich onder andere Niwa Nagahide en Tsuda Nobusumi, de zoon van Nobunaga's jongere broer Nobuyuki. Echter toen hij zijn leger voorbereidde te Sakai om de zeestraat over te steken, werd Nobunaga gedood te Honnō-ji door Akechi Mitsuhide. Nobutaka keerde terug en doodde te Osaka Nobusumi, die getrouwd was met een dochter van Mitsuhide en liet ook diens vader, Oda Nobuyuki, doden. Hoewel Nobutakas vermoedens logisch waren, was er geen bewijs tegen Nobusumi en Mitsuhide. Nobutaka voegde zich bij Toyotomi Hideyoshi die ook was teruggekeerd en vocht in de slag bij Yamazaki.
Ondanks Nobutakas aanwezigheid praatte hij niet mee in de discussie voor de opvolging van zijn vader. Sanpōshi werd het nieuwe hoofd van de Oda-clan. Nobutaka kreeg de provincie Mino waar eerder zijn oudste broer, Oda Nobutada had geheerst, voor diens dood aan de hand van Mitsuhide. Hij had echter meer verwacht en was niet tevreden. Later allieerde hij zich met Shibata Katsuie en Takigawa Kazumasu in een oorlog tegen Hideyoshi, maar terwijl Nobukatsu Nobutaka succesvol omsingeld had in het kasteel Gifu, verloor Katsuie de slag bij Shizugatake en Nobutaka gaf zich over.
Nobutaka werd naar Daimidoji, in de provincie Owari gestuurd, dezelfde plek waar eerder Minamoto no Yoshitomo vermoord was gedurende de Heian periode. Onder druk van Hideyoshi en Nobukatsu, pleegde hij uiteindelijk zelfmoord. Twee datums worden hiervoor genoemd, 19 en 21 juni.
Zijn waka, samengesteld toen hij nog leefde, luidde:
昔より主をば討つ身の間なれば
Mukashi yori Aruji woba Utsu Minoma nareba
報いを受けよ羽柴筑前
Mukui wo Ukeyo Hashiba Chikuzen
Dit kan vertaald worden als, Je doodde hem die je diende, moge kami je neerslaan, Hashiba Hideyoshi.